# Румунізм
Румуні́зм — лексичне, почасти словотвірне запозичення з румунської мови в українській літературній мові й суміжних із румунським (молдовським) мовним обширом українських говірках.

## В українській мові
Румунізми найчисленніші й найдавніші зокрема в гуцульських та буковинсько-покутських говірках, особливо в термінології вівчарства, деревообробки, гірсько-тереновій, ботанічній, побутово-звичаєвій і адміністративній, а в західностепових і південнобессарабських — ще й у виноградарській і рибальській. Лише небагато діалектних румунізмів поширилося в літературній мові (бриндза, гирло, ґирлиґа, ґринджоли, жереп («сосна гірська», «ялівець»), кукурудза, мамалиґа, папуша, плекати, румеґати, сапати, тайстра, тирло, цап, царина, шутий) через степові говірки або Галичину. Румунізми поширювалися спершу в говірках обабіч Карпат у зв'язку з північно-західною колонізацією на волоському праві в 14—17 ст., а в подільських і західностепових — у наслідок колонізаційних українсько-румунських схрещень 16—19 ст.; у буковинсько-покутських говірках їх поширення пов'язане з політичною приналежністю цих земель у 14—18 ст. до Молдовського князівства, де румунська стихія поступово асимілювала не лише бояр, але й селян. Українські племена мали чималий вплив на етногенезу мармароських, буковинських, молдовських румунів і формування їх говірок, помітний зокрема в топо- й гідронімії та в лексичних українізмах давніх і новіших; згодом прийшло до зворотного запозичення частини цих елементів до українських карпатських говірок. Більша давність карпатських румунізмів порівняно зі степовими відображена в давнішій фонетиці деяких румунізмів (гуцульське ґл'еґ/ґл'аґ, зах.-степ. т'аґ з рум. chiag із *kl'ag — приправа з сушеного ягнячого шлунку, щоб заквашувати овече молоко). На території підрумунських українських говірок нові німецько-французькі європеїзми засвоювалися теж через румунську мову (буковинське шура — «повітка», шушони — «снігівці», батоза — «молотарка»). Серед давніх румунізмів української мови багато первісних болгаризмів, сербізмів, угризмів, оріенталізмів і новогрецизмів. Деяке число румунізмів увійшло в українське лірницьке арґо та міський сленґ Одеси, Буковини та Бессарабії (шмекер — «хитрун», «обманець»).
Румунізми досліджували: Ф. Міклошич, О. Калужняцький, Д. Шелудько, Р. Смаль-Стоцький, І. Шаровольський, І. Дощівник, Я. Янув, Ґ. Паску, Д. Кранджалов, О. Мельничук, А. де Вінсенз, Й. Дзендзелівський, О. Горбач, Е. Врабіє, І. Лоб'юк, Й. Мацурек, С. Семчинський, Р. Удлер, В. Прокопенко, М. Ґабінський й ін.
Румунські топоніми досліджували С. Грабець, Я. Рудницький, С. Лукасік, М. Станівський, Ю. Карпенко, М. Банк, К. Галас, Е. Петрович, М. Корчинський, А. Єремія, О. Горбач.

### Приклади найпоширеніших румунізмів
- Бербениця < bărbĭnt̨ă, berbĭnt̨ă
- Бешиха < bășica < нар.-лат. bessica < лат. vessica («сечовий міхур», «пухир»)
- Бовгар < bouar (boar) < лат. bovarius
- Ботей («отара»; «молодий пастух у гуцулів») < botéi < грец. βούτης («пастух»)
- Бринза < brînză, не зовсім ясного походження
- Будз < bulț, не зовсім ясного походження
- Вурда < urda, неясного походження, можливо, пов'язаного з тур. yogurt
- Гайдай < haidă < угор. hajto
- Гаджуга < hăciúgă («двометровий буковий стовбур»)
- Гуцул < hoțul (за одною з версій)
- Ґирлиґа < cîrlig < болг. кърлиг < прасл. *krivъ
- Ґоґоза < coácăză
- Ґражда < grajdă < болг. гражда
- Ґринджоли < gringioară
- Жентиця < jintiţă < прасл. *žętica («віджата сироватка»)
- Кептар
- Кошара < coşar, coşară
- Кукурудза < cucuruz (за одною з версій)
- Линди́к («клітор») < lindik < лат. landīca
- Мамалиґа < mămăligă
- Плай < plai («плоскогір'я, полонина», «край, країна»)
- Плекати < aplecá («нахиляти, нагинати») < лат. applico
- Путина (дерев'яна посудина) < putină
- Ремиґати < rumegá < лат. rūmigāre
- Сапка < sápă < нар.-лат. *tzappa
- Сокотити < socoti («берегти худобу») < прасл. *skotъ
- Трембіта < trîmbiță < прасл. *trǫbica < *trǫba
- Флояра < fluier
- Цап < t̨ар
- Царина < țarină